# 伊万尼切斯克市镇
伊万尼切斯克市镇（俄语：Муниципальное образование «Иваническ»）是俄罗斯联邦伊尔库茨克州阿拉尔区所属的一个市镇。其下辖有5个居民点，行政中心为伊万尼切斯科耶。据2016年统计，该市镇的人口为1215人。